# Gladiolus lundaensis
Gladiolus lundaensis är en irisväxtart som beskrevs av Peter Goldblatt. Gladiolus lundaensis ingår i släktet sabelliljor, och familjen irisväxter. Inga underarter finns listade i Catalogue of Life.